# Atiwa
Le district d'Atiwa est un district Ghanéen dans la Région orientale.